# بجرو إكانوفيتش
بجرو إكانوفيتش (ولد في 8 نوفمبر 1976) هو إسلامي بوسني وآمر أعلى في الدولة الدولة الإسلامية في العراق والشام.